# Dolní Kounice (zámek)
Zámek Dolní Kounice je renesanční zámek, který stojí na kopci nad řekou Jihlavou v Dolních Kounicích, nedaleko zříceniny kláštera Rosa Coeli. Je chráněn jako kulturní památka. Původně se jednalo o gotický hrad, jenž byl v 16. a 17. století přestavěn na reprezentativní šlechtické sídlo, jemuž však zůstaly pevnostní prvky.

## Historie
Stejně jako u většiny starých šlechtických sídel v českých zemích jsou nejstarší zmínky pouze o majitelích a původu jejích erbů. Původní hrad zde patrně působil jako opevněné místo chránící brod přes řeku Jihlavu a obchodní cesty v této oblasti. První zmínka o majiteli uvádí jako vlastníka Viléma, původně z Pulína, který obdržel svůj erb, stříbrný leknín s kořeny v rudém poli, v roce 1162. Za jeho nájezdy do Rakous na něj uvalil papež klatbu. Té se Vilém zbavil až na základě závazku postavit na svém majetku klášter a vybavit ho. Tento závazek Vilém splnil až v roce 1181, kdy zde postavil premonstrátský klášter Rosa Coeli. Český panovník pak Vilémovi udělil jiné panství a Vilém své původní panství v Dolních Kounicích předal klášteru. Klášter postupně zbohatl a ve 20. letech 14. století postavil na místě původní pevnosti na svoji obranu gotický hrad (dokončen 1330). 
V 16. století byl klášter zrušen a hrad následně připadl moravskému markraběti a králi Ferdinandovi I., který jej roku 1537 prodal místokancléři Českého království Jiřímu Žabkovi z Limberka. Ten potřeboval reprezentativní sídlo, a nechal proto hrad přestavět v renesančním slohu. Další renesanční přestavba proběhla na přelomu 16. a 17. století, kdy zámek vlastnili Drnovští z Drnovic.

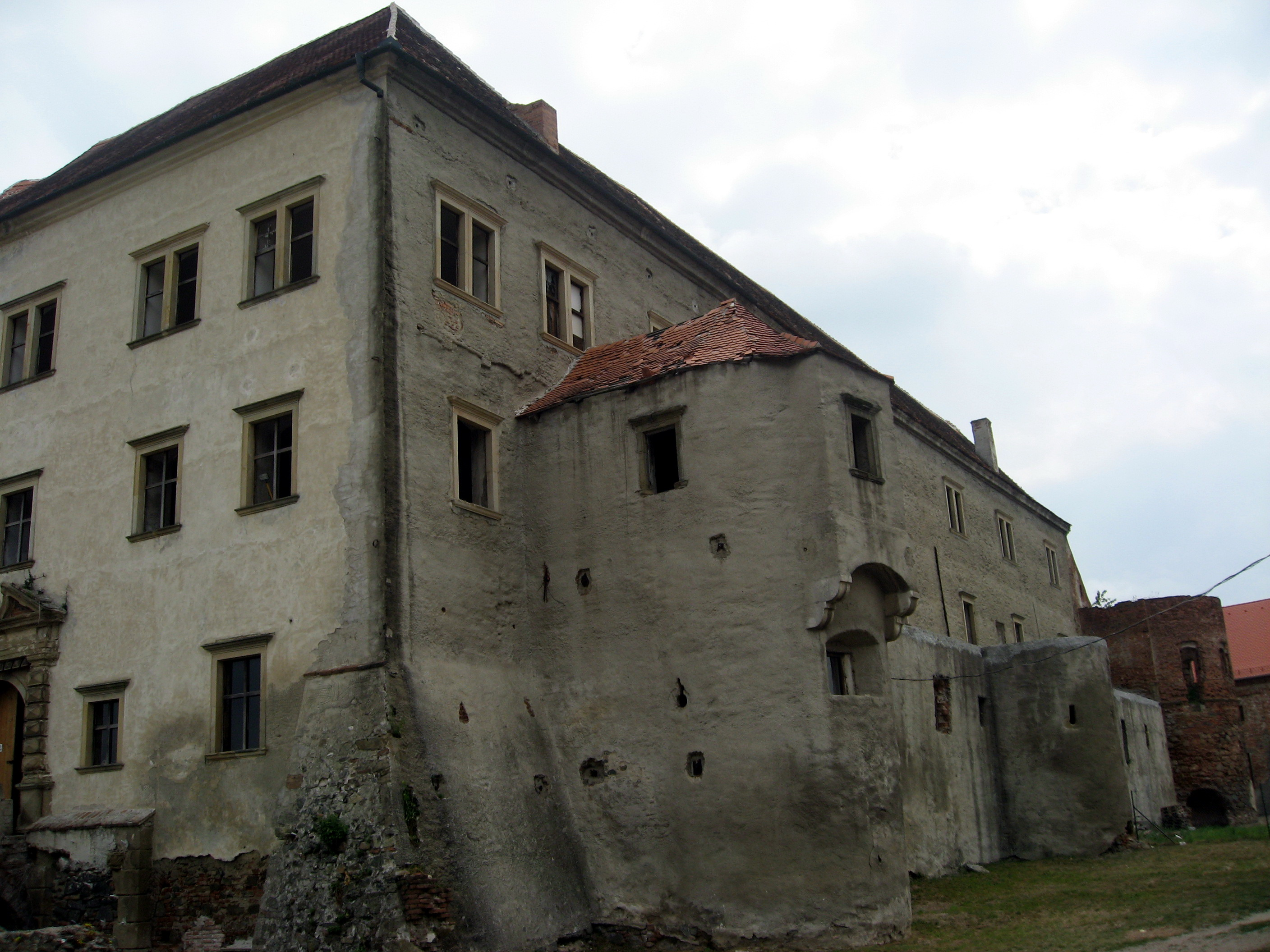
Boční pohled na zámek Dolní Kounice

Po porážce stavovského povstání byl zámek Drnovským zabaven a roku 1622 jej koupili Dietrichštejnové. Zámek v následujícím období sloužil pouze jako sídlo správy dolnokounického panství. Roku 1862 zámek získali Herbersteinové, kteří jej využívali k hospodářským účelům, což poznamenalo některé prostory zámku.
Po pozemkové reformě jej roku 1927 koupil bývalý správce Emil Tomec, ten jej 1937 prodal městskému tajemníkovi Karlu Rubešovi. Roku 1945 zámek zakoupil Václav Edl, od roku 1948 se spolumajitelem stal i místní státní statek. Zámek byl zestátněn v roce 1974, převzal jej Státní podnik památkové péče a ochrany přírody v Brně, který v něm hodlal zřídit své reprezentační centrum. Roku 1986 stavbu převzala Státní vědecká knihovna v Brně (dnešní Moravská zemská knihovna), jež v něm mínila umístit část svých depozitářů.
V restituci v roce 1992 byl zámek vrácen rodině Edlů, která jej okamžitě prodala brněnské firmě L.V.P., v jejímž držení je dosud. Od roku 2006 začala tato společnost s rozsáhlou rekonstrukcí a využíváním hradu a zámku pro veřejnost.

## Současnost
Majitel zámku, společnost L.V.P., realizuje obnovu zámku, ten je však zároveň zpřístupněn veřejnosti. Při postupné rekonstrukci jsou zachovány všech stavební historické památky (např. Žabkovo schodiště, zelená rytířská světnice, rozsáhlé podzemí…). Konají se tu jednorázové akce, firemní i soukromé, svatby, školní akce pro děti, aj. Majitel zároveň připravuje projekt přestavby zámku na turistický resort.
V srpnu 2022 vlastnici nabídli nemovitost k prodeji. Cena areálu byla odhadována na půl miliardy korun.